# アストロ忍者マン
『アストロ忍者マン』（アストロにんじゃマン、ASTRO NINJA MAN）は、漫画家、イラストレーターのRIKIが制作し2020年5月9日に発売した固定画面シューティングゲーム。
本稿では、『アストロ忍者マン』の改良版としてリリースされた『アストロ忍者マンDX』と『アストロ忍者マンEXA』についても記述する。

## 概要
RIKIは、ファミリーコンピュータやその互換機（以下「FC/FC互換機」と表記）で操作するゲームソフトとして2013年より『キラキラスターナイト』シリーズを、2016年より『8BIT MUSIC POWER』シリーズを展開しており、本作はそれらに続く作品となる。これまでは当時のRIKIの作風に沿った女の子のイラストが用いられていたが、本作では一転して、RIKIの活動初期の絵柄に近い、金剛力士や阿修羅のような強面の「アストロ忍者マン」が登場する。物語は、地球の重力が100倍となってしまったことで宇宙から侵略者が引き寄せられたためアストロ忍者マンが立ち向かうという内容になっている。
2024年11月28日にシティコネクションより発売予定のオムニバスソフト『RIKI 8Bit GAME Collection』には、収録5作品のうちの1つとして『アストロ忍者マンDX』が含まれている。

## システム
本作のシステムは、コンピュータゲーム黎明期のシューティングゲームである『スペースインベーダー』などに類似している。プレイヤーが操作するアストロ忍者マンは画面下の地面での左右移動のみが可能で、弾を上方向に発射する。弾を発射する操作は必要なく、自動で連射される。画面右下の「ニンジャパワー」のゲージが最大のときにボタンを押すと、強力な特殊攻撃「ニンジャソード」を発動できる。
オプションアイテムを破壊すると、アストロ忍者マンが分身し，最大で4体のオプションが左右に展開される。このオプションは被弾すると消滅し、オプションがない状態で被弾するとゲームオーバーとなる。

## シリーズ一覧

### アストロ忍者マン
『アストロ忍者マン』は、RIKIが個人生産し、秋葉原の電器店「家電のケンちゃん」の通販サイトで2020年5月9日に発売されたFC/FC互換機用カートリッジ。発売開始から4分で完売している。
開発には3年を費やしている。RIKIホームページでは当初スポンサーを募集しており声掛けする企業もあったが、開発者3人分の人件費を出し続けることは金銭的に厳しいということになり、結局自分たちで作ることになった。

### アストロ忍者マンDX
『アストロ忍者マンDX』は、コロンバスサークルより2022年2月25日に発売されたFC/FC互換機用カートリッジ。海外では、Limited Run Gamesより2024年5月24日から6月23日まで予約販売が行われた。
初代からの改良点として、ボスがダメージを受けた際のひび割れ描写などグラフィックの変更が行われた。また、タイトル画面から選択できる「QUICK GAME」モードは、3分間のプレイ時間でハイスコア更新を目指すという内容で、新たに塩田信之による新曲2曲が追加された。

### アストロ忍者マンEXA
『アストロ忍者マンEXA』は、2022年9月28日より稼働開始した、exA-Arcadia対応のアーケードゲーム。
『DX』の2つのモードをあわせて再構成している。また、『DX』の追加曲とは異なる塩田信之の新曲2曲が追加されている。

## サウンドトラック
- 8BIT アストロ忍者マンEXA - RIKI collection -（2022年9月28日発売、コロムビア・マーケティング）

## 書籍
- アストロ忍者マン忍法帖（2022年11月28日発売、三才ブックス、ISBN 978-4866733395） - ムック形式で、付録のCD-ROMには、PC上で初代『アストロ忍者マン』をプレイできるROMイメージやイラスト、動画、サウンドトラックを収録。